# Ambea
Ambea AB (publ) är ett svenskt företag inom privat omsorg med 31000 anställda. De har verksamhet i Norden. Företagsgruppen erbjuder boende, stöd, utbildning och bemanning inom vård och omsorg. Ambea har 950 enheter över hela Sverige, Norge och Danmark.
I Sverige bedrivs verksamheten under namnen Nytida, Vardaga (tidigare Carema Care), Lära och Klara. Ambeas verksamhet i Norge omfattar stöd och boende inom funktionsnedsättning och psykiatri, under varumärket Stendi, . Ambeas danska verksamhet går under namnet Altiden.
Bolaget grundades 1996 och har huvudkontor i Solna. I mars 2017 börsintroducerades Ambea. 31 mars 2017 upptogs Ambea AB (publ) till handel vid Nasdaq Stockholm.
I januari 2019 köpte Ambea upp Aleris Omsorg, vilket medförde att Vardaga blev ny marknadsledare i Sverige, Norge och Danmark inom privat ägd omsorgsverksamhet. Aleris då till antalet drygt 28 boenden och 14 hemtjänstenheter i Sverige bytte namn och sorterades in under affärsområdet Vardaga.